# Indischebuurt (Almere)
Indischebuurt is een wijk in de Nederlandse stad Almere. De wijk is gelegen in het stadsdeel Almere Buiten en grenst aan Buiten Centrum, Regenboogbuurt, Eilandenbuurt, Sieradenbuurt, Oostvaardersbuurt en Seizoenenbuurt. De straatnamen hebben te maken met Indië. Op 1 januari 2023 telde de wijk 2.650 inwoners, verdeeld over 1.390 woningen, op een oppervlakte van 0,46 km².
De wijk heeft een bijzondere vorm (zie het kaartje rechtsboven): Het is een langgerekt lint dat ligt tussen de Flevolijn, de Evenaar, de Buitenring (Provinciale weg 702), en het Meridiaanpark. 
De Indische buurt bevat een groot aantal horecazaken, diverse winkeltjes, een grote supermarkt, kapsalons, schoonheidssalons, (para)medische praktijken en twee middelbare scholengemeenschappen, het Montessori Lyceum Flevoland en het Buitenhout College. Bovendien ligt in de Indische Buurt een opvallend aantal gebouwen van religieuze groeperingen, zoals:
- Het kerkgebouw van Christelijke gemeente "De Wegwijzer",
- Een koninkrijkszaal van de Jehovah's getuigen,
- Een Boeddhistische tempel, de "Van Hanh Pagode",
- Moskee "Omar Ibn Al Khattab"
- De Hindoeistische tempel "Shri Vishnu Mandir"

Tussen de gebouwen ligt VINDplaats Zenit, een in situ bewaarde  archeologische vindplaats uit het mesolithicum. 

## Openbaar vervoer
Deze wijk beschikt over een treinstation annex bushalte, station Almere Oostvaarders.